# Illbleed
Illbleed — видеоигра, выпущенная на платформе Sega Dreamcast в 2001 году.

## Сюжет
Девушка по имени Эрико Кристи (Eriko Christy) выиграла организованное школой состязание по выразительному чтению. В качестве «награды» она получает билеты в недавно открывшийся парк аттракционов Illbleed. Однако Эрико не хочет идти в парк и отдаёт билеты трём свои друзьям. По истечении трёх дней друзья так и не вернулись, тогда Эрико решается отправиться на их поиски в этот злополучный парк.

## Геймплей

### Парк Illbleed
Парк Illbleed представляет собой сеть внушительных размеров лабиринтов, в которых обитают различные нечистые силы, призраки, зомби, монстры и т. д.. Также лабиринты имеют множество порой смертельных ловушек. Героине предстоит обойти множество лабиринтов-аттракционов и найти своих друзей. Запись игры осуществляется при нахождении специальных комнат, в которых можно сделать фотографию — она и служит сохранением игры.
В игре предусмотрены 3 концовки. В зависимости от того, сколько спасено друзей. Первое окончание, если спасаешь всех друзей. Второе — если спасаешь двух-трёх друзей. Третье окончание — если никого не спасаешь.
По мере того, как друзья будут умирать, на Главной героине будет рваться одежда.

### Главный персонаж
Главным персонажем игры является девушка Эрико. Существует четыре основных показателя персонажа — уровень здоровья, индикатор кровотечения (если отметка индикатора поднимается выше определённого уровня у героини начинает медленно уменьшаться уровень здоровья), индикатор сердцебиения (действие каждой ловушки в той или иной мере поднимает уровень сердцебиения, соответственно если этот уровень превысит определённый предел сердце героини не выдерживает и она умирает), индикатор адреналина (позволяет с определённой успешностью обезвреживать ловушки).
При прохождени каждого аттракциона героине начисляется некоторая сумма денег, которая исчисляется из количества убитых врагов, обезвреженных ловушек, убитых монстров, времени прохождения и т. д. На эти деньги героиня может покупать всяческие предметы.
По мере продвижения по лабиринтам парка героиня будет по одному находить своих потерянных друзей. Найдя одного из друзей можно будет сменить персонажа с Эрики на найденного персонажа и играть им

### Показатели персонажей
|        | Жизнь | Адреналин | Пульс | Кровотечение |
| ------ | ----- | --------- | ----- | ------------ |
| Эрико  | 250   | 540       | 255   | 100          |
| Кевин  | 300   | 540       | 255   | 100          |
| Рэнди  | 450   | 270       | 255   | 100          |
| Мишель | 200   | 720       | 255   | 100          |
| Йорг   | 300   | 720       | 255   | 100          |

### Обезвреживание ловушек
Обезвреживание ловушек осуществляется посредством использования специального орудия (монитор ужаса), которое героиня найдёт в самом начале игры. Непосредственно обезвреживание происходит следующим образом: сначала героиня осматривает определённое помещение, её взгляд будет автоматически останавливаться на подозрительных местах. После выявления подобных мест начинается процесс обезвреживания, на который затрачивается определённое количество адреналина. После обезвреживания можно подходить к этому объекту и, если ловушка там была, она сработает не причинив вреда героине и прибавив определённую долю адреналина. Если же ловушки не было адреналин, потраченный на обезвреживание мнимой ловушки, не восстановится. Если ловушка была устранена неудачно героиня может упасть в обморок, либо, при определённых показателях индикатора «сердцебиение», её сердце может разорваться.

## Интересные факты
- Illbleed — единственная игра для Dreamcast, про которую достоверно известно, что она имела официальный релиз на китайском языке[1]. Игра была выпущена в Тайване Coolnet Entertainment (яп. クールネット エンタテインメント) и распространялась издателем Mr. Game (台湾太電玩聯合國股份有限公司) в паре с K&W Entertainment в переводе на традиционный китайский через 10 месяцев после японского релиза. Название тайваньского релиза — 勇闖鬼界 (кит. Вхождение в царство призраков). Всего было выпущено 300 китайских копий игры, состоящих из бокс-сета с GD-ROM с игрой и календарём за 2002 год. За перевод игры отвечал гонконгский геймер-журнал GamePlayers Magazine (游戏志).

## Оценки
| Сводный рейтинг | Сводный рейтинг |
| Агрегатор       | Оценка          |
| --------------- | --------------- |
| GameRankings    | 64,57 %         |